# بروس كوكبورن
بروس كوكبورن (بالإنجليزية: Bruce Cockburn)‏ (و. 1945  م) هو مغن مؤلف، وعازف قيثارة، ومغني، وكاتب أغاني، وعالم موسيقى، وملحن كندي، ولد في أوتا، شارك في Mariposa Folk Festival 1973 ‏، وMariposa Folk Festival 1970 ‏، يستخدم آلات قيثارة.

## التعليم
تعلم في Nepean High School (Ottawa) ‏، وكلية باركلي للموسيقى.

## جوائز
حصل على جوائز منها:
- Juno Award for Roots & Traditional Album of the Year – Solo [الإنجليزية]‏، عن عمل: Small Source of Comfort [الإنجليزية]‏ (2012)
- Juno Humanitarian Award [الإنجليزية]‏ (2006)
- عضوية قاعة مشاهير الموسيقى الكندية [الإنجليزية]‏ (2001)
- Juno Award for Roots & Traditional Album of the Year – Solo [الإنجليزية]‏، عن عمل: Breakfast in New Orleans, Dinner in Timbuktu  [لغات أخرى]‏ (2000)
- جائزة جونو لأفضل فنان فلكلور في السنة [الإنجليزية]‏ (1982)
- جائزة جونو لأفضل فنان فلكلور في السنة [الإنجليزية]‏ (1981)
- جائزة جونو لأفضل فنان فلكلور في السنة [الإنجليزية]‏ (1980)
- جائزة جونو لأفضل فنان فلكلور في السنة [الإنجليزية]‏ (1973)
- جائزة جونو لأفضل فنان فلكلور في السنة [الإنجليزية]‏ (1972)
- جائزة جونو لأفضل فنان فلكلور في السنة [الإنجليزية]‏ (1971)
- Canadian Broadcast Hall of Fame [الإنجليزية]‏
- وسام الملكة إليزابيث الثانية لليوبيل الماسي
- جائزة الحاكم العام للفنون الاستعراضية [الإنجليزية]‏
- ضابط وسام كندا.

## وصلات خارجية
- بروس كوكبورن على موقع IMDb (الإنجليزية)
- بروس كوكبورن على موقع الموسوعة البريطانية (الإنجليزية)
- بروس كوكبورن على موقع ميوزك برينز (الإنجليزية)
- بروس كوكبورن على موقع إن إن دي بي (الإنجليزية)
- بروس كوكبورن على موقع أول ميوزيك (الإنجليزية)
- بروس كوكبورن على موقع ديسكوغز (الإنجليزية)
- بروس كوكبورن على موقع قاعدة بيانات الفيلم (الإنجليزية)
- بروس كوكبورن في قاعدة بيانات الأفلام على الإنترنت